# بختی بالا (درمحمد)
بختی بالا (درمحمد)، روستایی از توابع بخش زابلی شهرستان سراوان در استان سیستان و بلوچستان ایران است.

## جمعیت
این روستا در دهستان بیرک قرار دارد و براساس سرشماری مرکز آمار ایران در سال ۱۳۸۵، جمعیت آن ۸۱ نفر (۱۷خانوار) بوده‌است.